# Stapelshorn (Bruchhausen-Vilsen)
Stapelshorn ist ein Ortsteil des Fleckens Bruchhausen-Vilsen im Landkreis Diepholz in Niedersachsen.
Der Ort liegt östlich vom Kernbereich von Bruchhausen-Vilsen. Südlich von Stapelshorn liegt das rund 105 ha große Naturschutzgebiet Burckhardtshöhe.

## Baudenkmale
In der Liste der Baudenkmale in Bruchhausen-Vilsen sind für Stapelshorn sechs Baudenkmale aufgeführt.